# フィリス・キング
フィリス・キング（英: Phyllis King、1905年8月23日 - 2006年1月27日）は、イングランドのサリー州ウォリントン出身の女子テニス選手。

## 来歴
1931年のウィンブルドン選手権女子ダブルス優勝者で「最も長生きしたウィンブルドン優勝者」と呼ばれたが、2006年1月27日に100歳5ヶ月で死去した。旧姓はフィリス・イブリン・マドフォード（Phyllis Evelyn Mudford）といい、1931年の女子ダブルス優勝はこの名前で優勝記録表に掲載されているが、1932年にモーリス・R・キングと結婚して「フィリス・キング」の名前になった。彼女のテニスは、強烈なフォアハンド・ドライブ（順回転のボール）を最大の武器にするベースライン・プレーヤーだった。テニスウェアも膝下ほどのプリーツ・スカートと白いシャツをまとい、頭髪には色のあるバンダナを着用していた。
サリーにある「ホーレイ・ローンテニスクラブ」でテニスを始めたが、彼女がテニス・サーキットを回り始めたのは20歳を過ぎてからだった。1928年からウィンブルドン選手権に挑戦を始め、1930年に女子シングルスの自己最高成績を出したが、準々決勝で第1シードのヘレン・ウィルス・ムーディに1-6、2-6で敗れる。1931年のウィンブルドン選手権女子ダブルスではドロシー・シェパード＝バロン（1897年 - 1953年）とペアを組み、ドリス・メタクサ（フランス）&ヨサンヌ・シガール（ベルギー）組を3-6、6-3、6-4で破って優勝した。ウィンブルドン女子ダブルスで優勝した後、全米選手権の女子シングルスでベスト4に進出したが、その準決勝でもムーディに2-6、4-6で敗れた。当時の世界ランキングは、イギリスの『デイリー・テレグラフ』紙の評論家であったウォリス・マイヤーズ（Wallis Myers）が選んでいたもので、現在のようなポイント制とは大きく異なっていたが、この世界ランキングによるマドフォードのシングルス最高位は「7位」であった。
1932年にモーリス・R・キングと結婚し、以後は「フィリス・キング」と名乗るようになった。1935年に2度目の全米選手権準決勝に進出したが、そこではヘレン・ジェイコブスに4-6、3-6で敗れている。キングのシングルス成績は、（地元のウィンブルドンではなく）全米選手権で2度のベスト4進出が最高記録になった。2年後の1937年には再びウィンブルドン選手権の女子ダブルスで決勝進出を果たした。ドロシー・シェパード＝バロンとペアを組んだ1931年の優勝から6年後、この時はエルシー・ピットマンと組んだが、シモーヌ・マチュー（フランス）&ビリー・ヨーク（インド生まれ）組に3-6、3-6で敗れ、2度目の女子ダブルス優勝はならなかった。1930年から1932年にかけてと1935年の4度にわたり、アメリカとイギリスの代表選手による女子団体戦「ワイトマンカップ」のイギリス代表選手に選ばれ、1938年にはイギリス・チームのキャプテンを務めた。
1959年に夫のモーリスに先立たれ、以後46年間未亡人として暮らしたが、最晩年に至るまでテニスを熱心に観戦し続けたという。2005年8月に100歳の誕生日を迎えた時も、キングは記念インタビューで選手時代の回想や現在の選手たちへの関心を楽しそうに語っていた。しかし、この誕生日祝いからわずか5ヶ月後の2006年1月27日、サリー州ホーレイの自宅にて100歳5ヶ月の生涯を閉じた。「100歳以上まで生きたウィンブルドン優勝者」はキング1人だけであったが、1957年ウィンブルドン選手権男子ダブルス優勝者のガードナー・ムロイが2016年に102歳で逝去し、キングの長寿記録を更新した。